# Summer City - Un'estate di fuoco
Summer City - Un'estate di fuoco è un film del 1977 diretto da Christopher Fraser.
Il film ha segnato l'esordio cinematografico di Mel Gibson.

## Trama
Australia, anni sessanta, periodo segnato dal crollo dei tabù e dalle canzoni dei Beatles e dei Rolling Stones. Quattro amici partono per il mare intenzionati a divertirsi e trasgredire. Uno di loro troverà una tragica fine.